# كارلوس مورايس (كرة سلة)
كارلوس مورايس (بالبرتغالية: Carlos Morais‏) مواليد 16 أكتوبر 1985 في لواندا، هو لاعب كرة سلة أنغولي. بدأ مسيرته الاحترافية في سنة 2001. يلعب مع فريق نادي بنفيكا. يحمل الرقم 6. يبلغ طوله 6 قدم 4 بوصة (1.9 م). مثّل منتخب بلاده. شارك في دورة الألعاب الأولمبية الصيفية سنة 2008. حقق المركز الأول في بطولة أمم أفريقيا لكرة السلة 2005.

## روابط خارجية
- كارلوس مورايس على موقع الاتحاد الدولي لكرة السلة (الإنجليزية)
- كارلوس مورايس على موقع كرة السلة الأوروبية.كوم (الإنجليزية)
- كارلوس مورايس على موقع ريلجم (الإنجليزية)
- كارلوس مورايس على موقع بروبوليرز (الإنجليزية)
- كارلوس مورايس على موقع سبورتس رفرنس (الإنجليزية)
- كارلوس مورايس على موقع أوليمبيديا (الإنجليزية)